# Tarrabool Lake
Der Tarrabool Lake ist ein See am westlichen Rand des Barkly Tablelands im Northern Territory von Australien. Seine Größe schwankt in Abhängigkeit von der Niederschlagsmenge der Umgang. Es gibt mehrere Flüsse, die den See speisen, der bedeutendste ist jedoch der Creswell Creek, der im Nordosten in den See mündet.
Wenn der See gefüllt ist, ist er der größte bewaldete Sumpf im tropischen Australien. Er ist ein Hauptbrutgebiet von kolonienbildenden Wasservögel, speziell Brillenpelikane und Stachelibisse. Der See ist Teil des Tarrabool Lake – Eva Downs Swamp System, einer vom Welt-Dachverband der Vogelschutzverbände BirdLife International wegen der Bedeutung als Brutgebiet ausgewiesenen Important Bird Area.